# Grumman EF-111
Die Grumman EF-111 Raven war ein Kampfflugzeug der U.S. Air Force zur elektronischen Kriegsführung. Es wurde auf Basis der General Dynamics F-111 ab 1974 entwickelt und als Ersatz für die EB-66 ab 1981 beschafft. Die Raven war von 1983 bis 1998 im aktiven Dienst und kam u. a. im Zweiten Golfkrieg zum Einsatz.

## Geschichte

### Entwicklung
In den späten 1960er Jahren begann die U.S. Air Force damit, nach einem EloKa-Nachfolgermuster für die EB-57 und EB-66 zu suchen. Zunächst wurde dabei in einer Studie von 1967 bis 1968 die Möglichkeit zur Anschaffung der EA-6 Prowler untersucht, welche sich zu diesem Zeitpunkt bei der Navy in der Entwicklung befand. Diese Option wurde aber schnell verworfen, da die Air Force ein überschallschnelles Muster bevorzugte, da man sich davon eine bessere Penetrations- und Überlebensfähigkeit im feindlichen Luftraum erhoffte. Da es als zu teuer angesehen wurde, ein komplett neues Muster zu entwickeln entschied man 1972, ein bereits vorhandenes umzubauen. Dabei fiel die Wahl auf die F-111A, da dies der einzige überschallschnelle Typ der Air Force war, der ein ausreichend hohe Tragkapazität für die ECM-Ausrüstung hatte.
Im Dezember 1974 erhielt Grumman den Auftrag, die ersten zwei F-111A zu EF-111 Prototypen umzubauen und setzte sich dabei gegen Generals Dynamics durch. Die erste voll umgebaute EF-111, zu diesem Zeitpunkt „Electric Fox“ bezeichnet, absolvierte ihren Jungfernflug am 10. März 1977. Insgesamt wurden 42 Maschinen für 1,5 Mrd. US-Dollar umgebaut (unter Berücksichtigung der Inflation entspricht dies einem heutigen Wert von rund 6 Mrd. US-Dollar). Die erste Raven wurde im November 1981 an das 388th Tactical Electronic Squadron der Mountain Home Air Force Base in Idaho ausgeliefert, die letzte 1985.

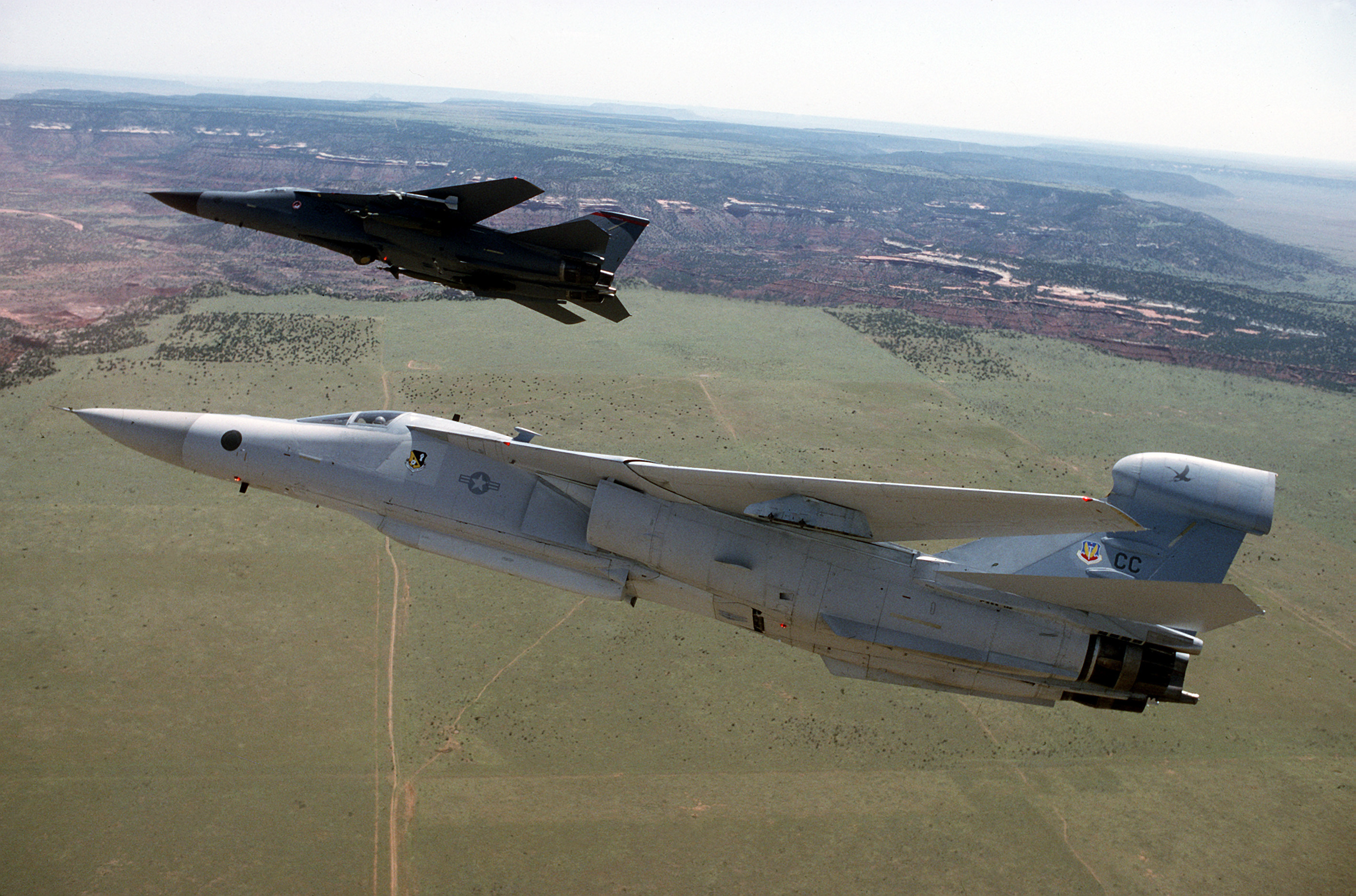
EF-111A (im Vordergrund) im Vergleich zur F-111F: Dabei ist der „Football“ im Seitenleitwerk und der rund 5 m lange Dorn am Rumpf für die ECM-Ausrüstung gut zu erkennen.

Bei der Umrüstung zur Raven wurde das Navigationssystem der F-111 beibehalten, zusammen mit einer Überarbeitung des AN/APQ-160-Radars für eine bessere Terrainverfolgung. Die primäre Änderung war aber die Integration des AN/ALQ-99E-Störsenders, eine modifizierte Version des ALQ-99 der EA-6 Prowler. Dieses wurde im Waffenschacht der F-111 untergebracht, die Antennen des Systems wurden wie bereits bei der EA-6 an der Spitze des Seitenleitwerks in einem Behälter installiert, der von den Mannschaften als „Football“ bezeichnet wurde. Des Weiteren musste für das AN/ALQ-99E die Elektronik und das Kühlsystem des Flugzeuges verbessert sowie das Cockpit neu geordnet werden. Dabei wurden alle Steuereinrichtungen und Navigationsdisplays auf die Pilotenseite umgesetzt, um den Platz des Kopiloten zum Bedienplatz der EW-Ausrüstung machen zu können. Ein großer Vorteil am Störsystem der EF-111A gegenüber der EA-6 Prowler lag darin, dass es von nur einem gegenüber drei Offizieren bei der Prowler bedient werden konnte. An weiteren Systemen zur elektronischen Kriegführung erhielt die EF-111A das ALQ-137-System für elektronische Gegenmaßnahmen, das ALR-62-Radarwarnsystem, ALR-23-Radarstörstrahlungsempfänger sowie ALE-40-Täuschkörperwerfer.
Die EF-111 war unbewaffnet und bezog ihre Überlebensfähigkeit aus ihrer Beschleunigung und Höchstgeschwindigkeit. Trotz mehrfacher Überlegungen, die AGM-88 HARM zu integrieren, wie dies bei der EA-6 Prowler nachträglich geschehen war, wurde dies nie realisiert, was die taktischen Möglichkeiten der Raven einschränkte und sie sich bei SEAD-Missionen auf andere Maschinen verlassen musste. Da die Unzuverlässigkeit der Triebwerke bereits bei der F-111A ein Problem war, wurden diese ab 1986 durch die verbesserten TF30-P-9 der F-111D ersetzt. Parallel zum Pacer-Strike-Programm der F-111F wurde von 1987 bis 1994 das Avionics-Modernization-Programm (AMP) bei der Raven durchgeführt. Dabei wurde das AN/ASN-41 LINS, das AN/APN-218-Dopplerradar sowie das AN/APQ-146-Geländefolgeradar eingebaut. Das Instrumentenbrett erhielt zwei Multifunktionsdisplays.

### Einsätze
Die EF-111A erreichte die „Initial Operating Capability“ 1983 und erhielt dabei den offiziellen Beinamen „Raven“. Bei den Mannschaften war aber der Name „Spark Vark“ deutlich verbreiteter. Den ersten Einsatz absolvierte die EF-111 während der Operation El Dorado Canyon gegen Libyen 1986. 1989 folgte der Einsatz gegen Panama im Rahmen der Operation Just Cause.
Den größten Einsatz absolvierten die Raven während der Operation Desert Storm 1991 über dem Irak. Der Einsatz der EF-111 Raven trug dazu bei, dass kaum Flugzeuge der Koalitionsstreitkräfte durch radargesteuerte Boden-Luft-Raketen abgeschossen wurden. Obwohl unbewaffnet, errang am 17. Januar 1991 eine EF-111 den einzigen „Luftsieg“ einer F-111 überhaupt, als sie eine angreifende, irakische Dassault Mirage F1 ausmanövrierte, die dabei abstürzte. Während der Kampfhandlungen stürzte eine Raven am 13. Februar 1991 ab, wobei die Besatzung getötet wurde.
Nach dem zweiten Golfkrieg kam die EF-111 noch bei der Operation Deliberate Force, Operation Provide Comfort, Operation Northern Watch und Operation Southern Watch zum Einsatz, bevor die Raven am 2. Mai 1998 ohne potentiellen Ersatz ausgemustert und vorläufig im 309th Aerospace Maintenance and Regeneration Group (AMARG) eingelagert wurden. Sie waren die letzte Variante der F-111 im Dienst der US Air Force.

## Technische Daten
| Kenngröße                | Daten                                                                                   |
| ------------------------ | --------------------------------------------------------------------------------------- |
| Besatzung                | Pilot und Waffensystemoffizier                                                          |
| Länge                    | 23,17 m                                                                                 |
| Spannweite               | - ausgeschwenkt: 19,20 m - eingeschwenkt: 9,74 m                                        |
| Höhe                     | 6,10 m                                                                                  |
| Flügelfläche             | - ausgeschwenkt: 61,07 m² - eingeschwenkt: 48,77 m²                                     |
| Flügelstreckung          | - ausgeschwenkt: 7,56 - eingeschwenkt: 1,95                                             |

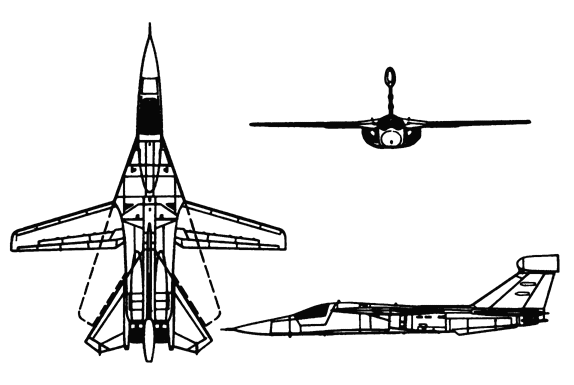
Dreiseitenriss der EF-111A Raven

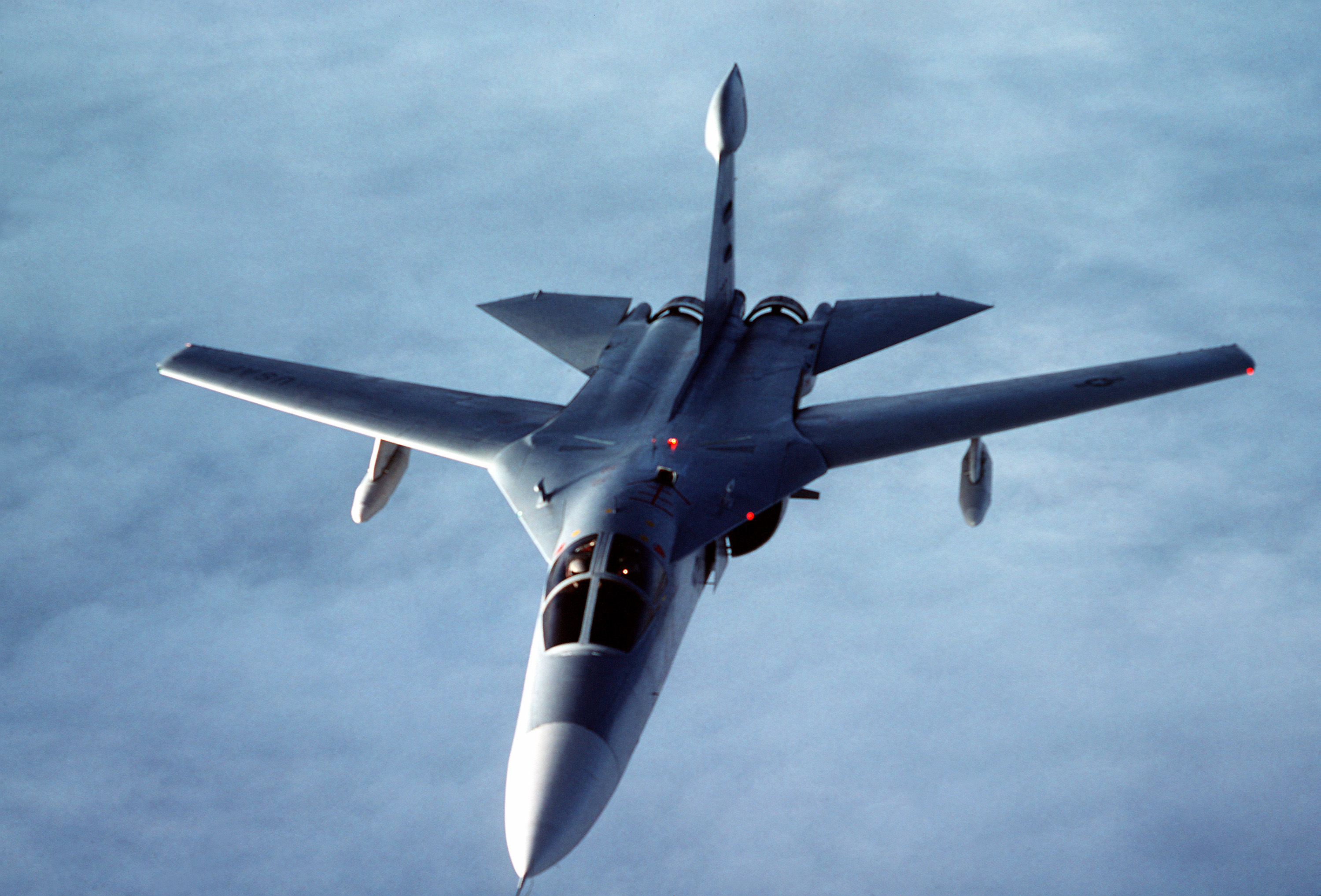
Oberseite einer EF-111 …

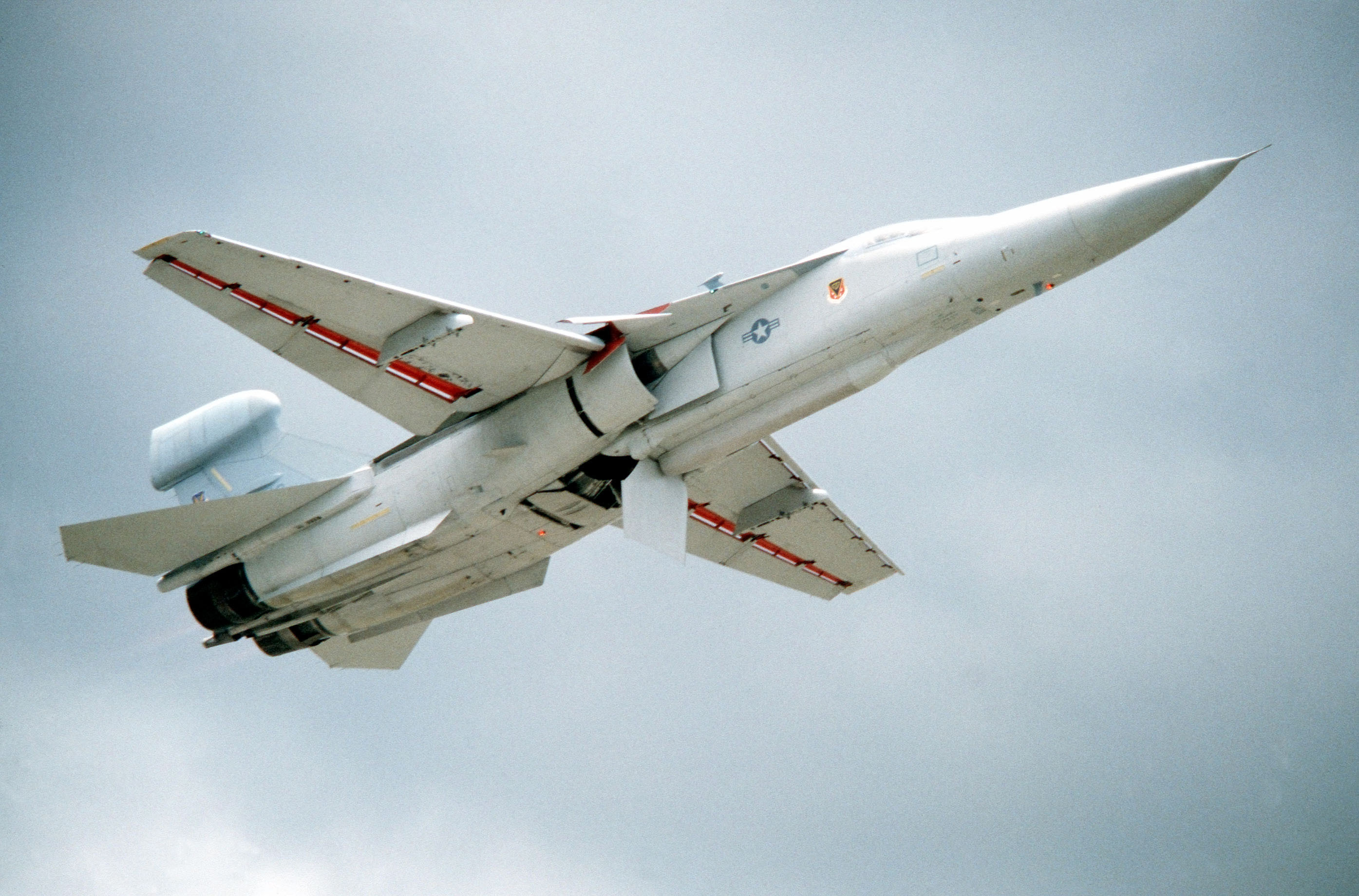
… und deren Unterseite.

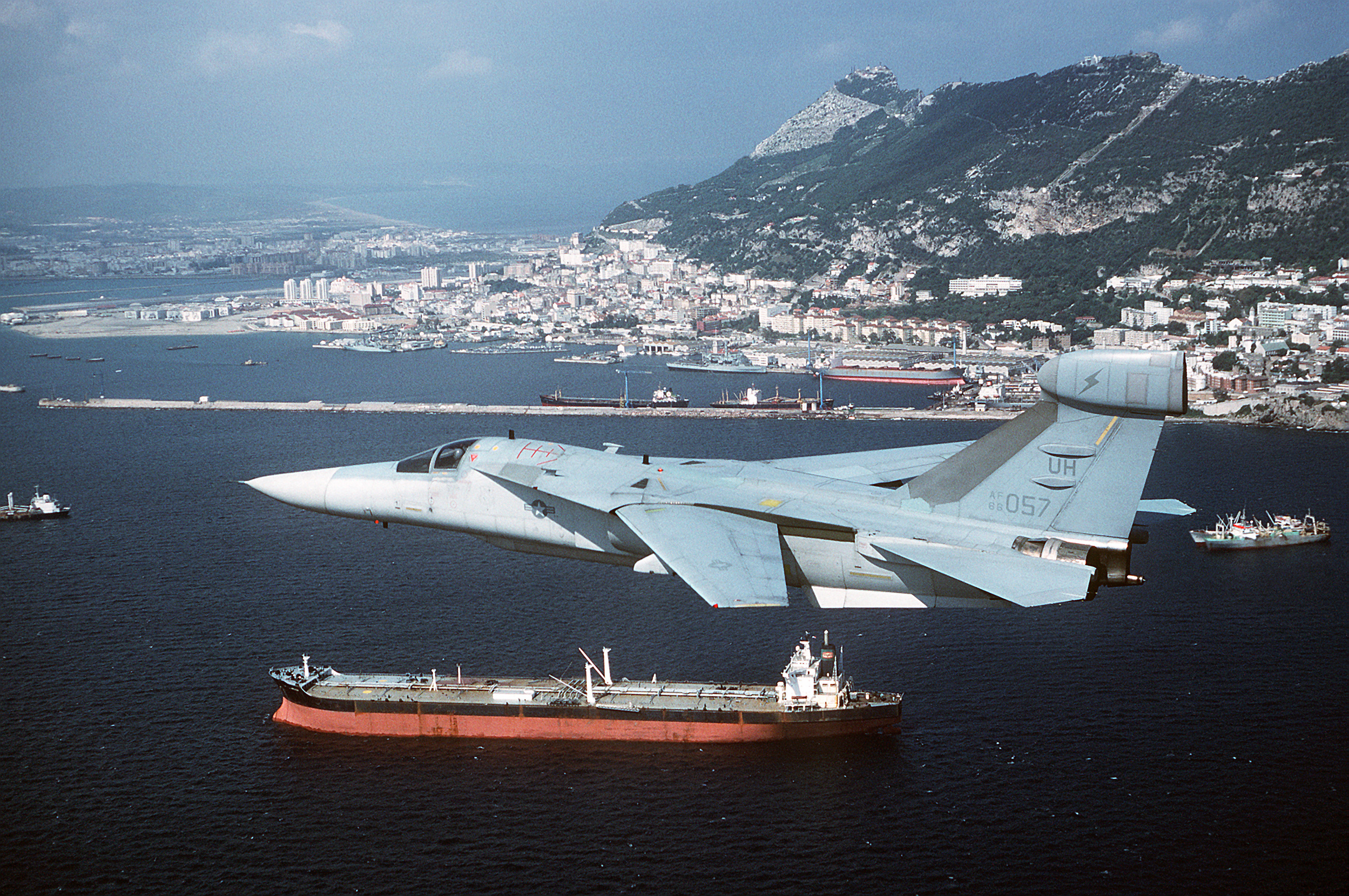
Eine EF-111A Raven über Gibraltar

| Tragflächenbelastung     | - minimal (Leermasse): 429 kg/m² - maximal (max. Startmasse): 920 kg/m²                 |
| Leermasse                | 25.072 kg                                                                               |
| normale Startmasse       | 31.751 kg                                                                               |
| max. Startmasse          | 40.370 kg                                                                               |
| Höchstgeschwindigkeit    | - auf optimaler Höhe: 2.338 km/h - auf Meereshöhe: 1.348 km/h                           |
| Dienstgipfelhöhe         | 13.715 m                                                                                |
| Steigrate                | 56 m/s                                                                                  |
| Einsatzradius            | 3.220 km                                                                                |
| Reichweite               | 6.110 km                                                                                |
| Triebwerk                | zwei Turbofans Pratt & Whitney TF30-P-3, später zwei Turbofans Pratt & Whitney TF30-P-9 |
| Schubkraft               | - ohne Nachbrenner: 2 × 53,4 kN - mit Nachbrenner: 2 × 82,32 kN                         |
| Schub-Gewicht-Verhältnis | - maximal (Leermasse): 0,8 - minimal (max. Startmasse): 0,37                            |